# Жан Буен
Жан Буен  (фр. Jean Bouin, 21 грудня 1888 — 29 вересня 1914) — французький легкоатлет, олімпійський медаліст.

## Виступи на Олімпіадах
| Олімпіада      | Дисципліна         | Місце     |
| -------------- | ------------------ | --------- |
| Лондон 1908    | біг на 1500 метрів | 2 h7 r1/2 |
| Лондон 1908    | три милі, командні | 3         |
| Стокгольм 1912 | біг на 5000 метрів | 2         |
| Стокгольм 1912 | крос, особисті     | участь    |